# Frank Flisar
Frank Flisar (tudi Flisser), ameriški evangeličanski pastor slovenskega rodu, * 26. oktober 1918, Perth Amboy, New Jersey, ZDA, † 18. marec 2005, Bethlehem, Pensilvanija, ZDA.
Njegovi starši so emigrirali iz Ogrske (današnjega Prekmurja). Leta 1944 je diplomiral iz teologije na kolidžu Bloomfield; 1970 pa mu je kolidž Muhlenberg podelil častni doktorat.
Sprva je bil duhovnik v rojstnem kraju in Trentonu (New Jersey), od leta 1951 pa pastor prekmurske evangeličanske cerkve v Betlehemu, kjer je med ameriškimi Slovenci postal pomemben društveni delavec. V Betlehemu je organiziral tečaje slovenščine in bil glavni pobudnik za gradnjo slovenske cerkve, bolnišnice in doma za ostarele.